# Video CD
Video CD (сокращённо VCD) — стандарт для хранения видео со звуком на компакт-дисках. Формат VCD может быть воспроизведён на специальных VCD-проигрывателях, большинстве настольных DVD-плееров, персональных компьютерах и некоторых игровых консолях. Стандарт был создан благодаря совместным усилиям таких компаний, как Sony, Philips, Matsushita, Toshiba и JVC. Разрешающая способность изображения в два раза хуже, чем у VHS-видео, но отношение сигнал/шум значительно лучше. Video CD может содержать до 99 аудио/видеодорожек (англ. A/V-tracks), которые могут иметь проигрываемые элементы, такие как видео, аудио или одиночные изображения (до 2000 картинок высокого разрешения) со звуковым сопровождением или без него.

## История
В начале 1970-х годов компании Philips и MCA разработали формат записи видео на диски лазердиск. 30-сантиметровый диск вмещал часовую запись аналогового видео. Однако, такие ограничения как невозможность перезаписи и высокая стоимость всегда отодвигали технологию на второй план после VHS.
В 1980-е годы был представлен уменьшенный в размерах лазерный диск — 12-сантиметровый компакт-диск. Он определился в качестве стандарта звукозаписи на долгие годы.
В 1987 году была предложена технология записи аналогового видео на компакт-диск дополнительно с цифровым звуком CD-качества (формат CD Video). Однако, запись могла содержать всего лишь 5 минут видео.
В 1988 году была образована Группа экспертов в области движущихся изображений, которая начала разработку стандарта сжатия видео и звука MPEG-1. В ноябре 1992 года стандарт был полностью разработан. С его появлением появилась возможность вместить огромный поток цифрового видео и звука на диск.
В середине 1993 года компании Philips и JVC разработали спецификацию формата хранения видео со сжатием MPEG-1 на компакт-дисках и назвали её Video CD. Позже он был отражён в качестве видеостандарта для компакт-дисков в «Белой книге» CD-стандартов. На диске могло содержаться 74 минуты видео со звуком качества VHS.
В 1995 году была разработана версия видеостандарта Video CD 2.0 совместно с Sony, Pioneer, Matsushita вместе со всеми дочерними компаниями — Technics, National, Panasonic и другими.
В 1997 году был представлен гибридный VCD/CD-ROM-формат VideoCD-ROM, то есть VideoCD 2.0 с дополнительными CD-ROM-файлами на диске. В том же году был предложен VideoCD Internet со ссылками на Интернет-сайты, с возможностью прямого выхода в Интернет и вызова Web-браузеров для просмотра Web-страниц, находящихся как на дорожках VCD-диска, так и в Сети.
В 1998 году появился формат Super Video CD, который содержал видео в формате MPEG-2 и отличался более высоким качеством изображения.
Представленный в 1996 году и получивший через некоторое время широкое распространение формат DVD вскоре полностью заменил Video CD.

## Технические особенности
Параметры видео
| Видеостандарт | Размеры кадра (пиксели) | Частота кадров | Соотношение сторон | Размер статичных кадров Меню и главы |
| ------------- | ----------------------- | -------------- | ------------------ | ------------------------------------ |
| PAL           | 320x288                 | 25 кадр/с      | 4:3                | 640x576, 320x288                     |
| NTSC          | 320x240                 | 29,97 кадр/с   | 4:3                | 640x480, 320x240                     |

- Сжатие видео: MPEG-1 (Прогрессивная развёртка)
- Поток видео: 1150 кбит/с постоянный поток(CBR)
- VCD записывает только один полукадр, то есть количество строк вдвое меньше обычного (288/240 вместо 576/480). Горизонтальное разрешение соответствует VHS (352 пикселя/240 твл.
- Дополнительные возможности: меню, контроль воспроизведения (PBC), последовательное воспроизведение MPEG сегментов (SPI)

Звук
- Сжатие звука: MPEG-1 Audio Layer II
- Поток звука: 224 кбит/с
- Частота дискретизации: 44,1 кГц
- Разрядность: 16 бит
- Объемное звучание: Dolby Pro Logic (аналоговый)
- Звуковые дорожки: 1 стерео или 2 канала моно
- Для избежания проблем синхронизации видео и звука при записи дисков Video CD используется формат CD-ROM XA.

## Структура диска
| Папка   | Файлы        | Пояснение                                                                                    |
| ------- | ------------ | -------------------------------------------------------------------------------------------- |
| VCD     | INFO.VCD     | Идентификация альбома и диска                                                                |
| VCD     | ENTRIES.VCD  | Список точек входа вплоть до 500 меток                                                       |
| VCD     | PSD.VCD      | Необязательный, идентификатор порядка проигрывания                                           |
| VCD     | LOT.VCD      | Необязательный, список идентификаторов начала файла                                          |
| MPEGAV  | AVSEQnn.DAT  | MPEG файлы, максимально 99 треков, основной фильм, трейлеры, дополнения, меню…               |
| CDDA    | AUDIOnn.DAT  | Необязательный, CD Audio файлы                                                               |
| SEGMENT | ITEMnnn.DAT  | Пункты воспроизведения сегментов, максимально 999 сегментов, статичные кадры, статичные меню |
| KARAOKE | KARINFO.xxx  | Необязательный, информационные караоке файлы                                                 |
| EXT     | PSD_X.VCD    | Необязательный, расширенная версия PSD,VCD                                                   |
| EXT     | LOT_X.VCD    | Необязательный, расширенная версия LOT.VCD                                                   |
| EXT     | SCANDATA.DAT | Необязательный, список адресов I-кадров                                                      |
| EXT     | CAPTnn.DAT   | Необязательный, Субтитры для слабослышащих                                                   |
| CDI     | (undefined)  | Файлы программы и данных CD-i                                                                |

## Формат Video CD в России
С 1996 года фильмы в формате Video CD начали выходить и в России. Широкого распространения формат не получил, так и оставшись скорее демонстрационной технологией, хотя диски продолжали выпускаться как минимум до 1998 года . 
Были закуплены профессиональные комплексы для изготовления собственных VideoCD-дисков, куплены лицензии и «процесс пошел»… Но никто не исследовал емкость рынка. По отзывам наиболее успешных распространителей, максимально возможный тираж при удачном выборе оригинала — 1000 дисков. Первые 500—600 штук расходятся за две-три недели, остальные — в течение полугода. И все…
Во второй половине 1990-х московским АО «Оптрон» совместно с нововоронежским заводом «Алиот» был разработан прототип проигрывателя VCD «Алиот ВП-01». Другая опытная модель — «Вега ПКД-122 С-2» — была создана бердским АО «Вега». Отсутствие финансирования и необходимых технологий помешало реализации данных проектов.